# Esticomitia (teatro)
Esticomitia (στιχομυθία), literalmente, es «hablar verso a verso» en el drama griego, diálogo que se lleva a cabo entre dos personajes que hablan en versos alternados (aunque no se mantiene siempre una estricta regularidad). Un buen ejemplo de ello es la conversación, al comienzo de la obra (vv. 41-44) de Sófocles Antígona, entre las dos hermanas Antígona e Ismene cuando se han enterado de la proclama de Creonte de no dar sepultura a Polinices, e intercambian sus pensamientos y sus propósitos:

ANTÍGONA. Considera si vas a unirte en el empeño y a colaborar en la empresa.
ISMENE. ¿A qué clase de peligro? ¿A qué proyecto dirigirás tus pasos?
ANTÍGONA. Si el cadáver vas a levantar colaborando con esta mano.
ISMENE. ¿Piensas entonces enterrarlo, prohibido como está a la ciudad?